# 花園万頭
花園万頭（はなぞのまんじゅう）は、薯蕷饅頭のひとつで、東京・新宿の銘菓として知られる。発売以来変わらず「日本一高い、日本一うまい」をキャッチコピーとしている。
株式会社花園万頭は、「花園万頭」や「ぬれ甘なっと」などの和菓子を製造販売する和菓子店で、東京都新宿区新宿5丁目に本社を置く。現在は千疋屋の子会社である株式会社パティスリー銀座千疋屋の100%子会社となっている。
本項では2018年6月29日まで事業を行っていた旧社と、翌30日より事業を開始した新社をまとめて記述する。

## 花園万頭

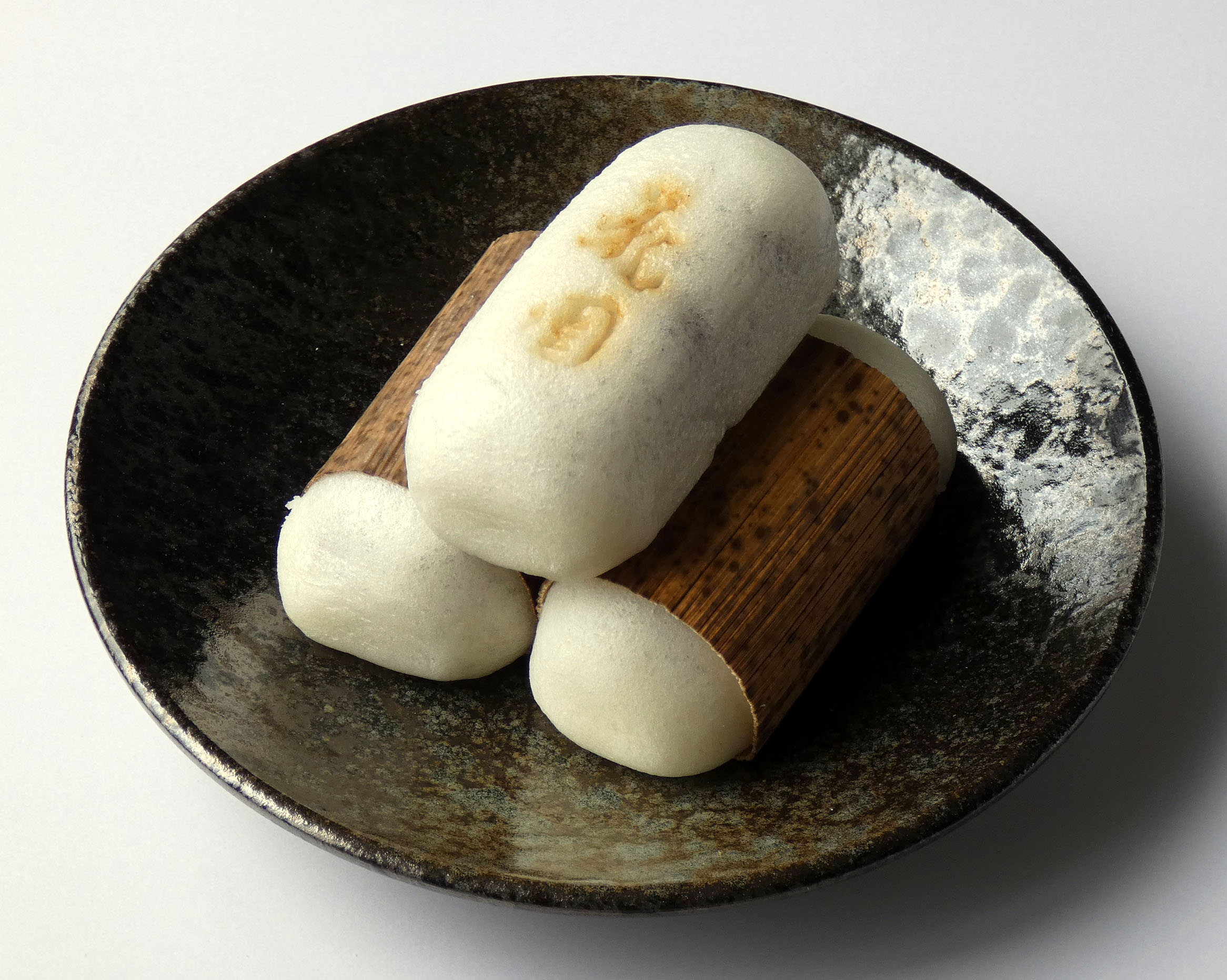
花園万頭

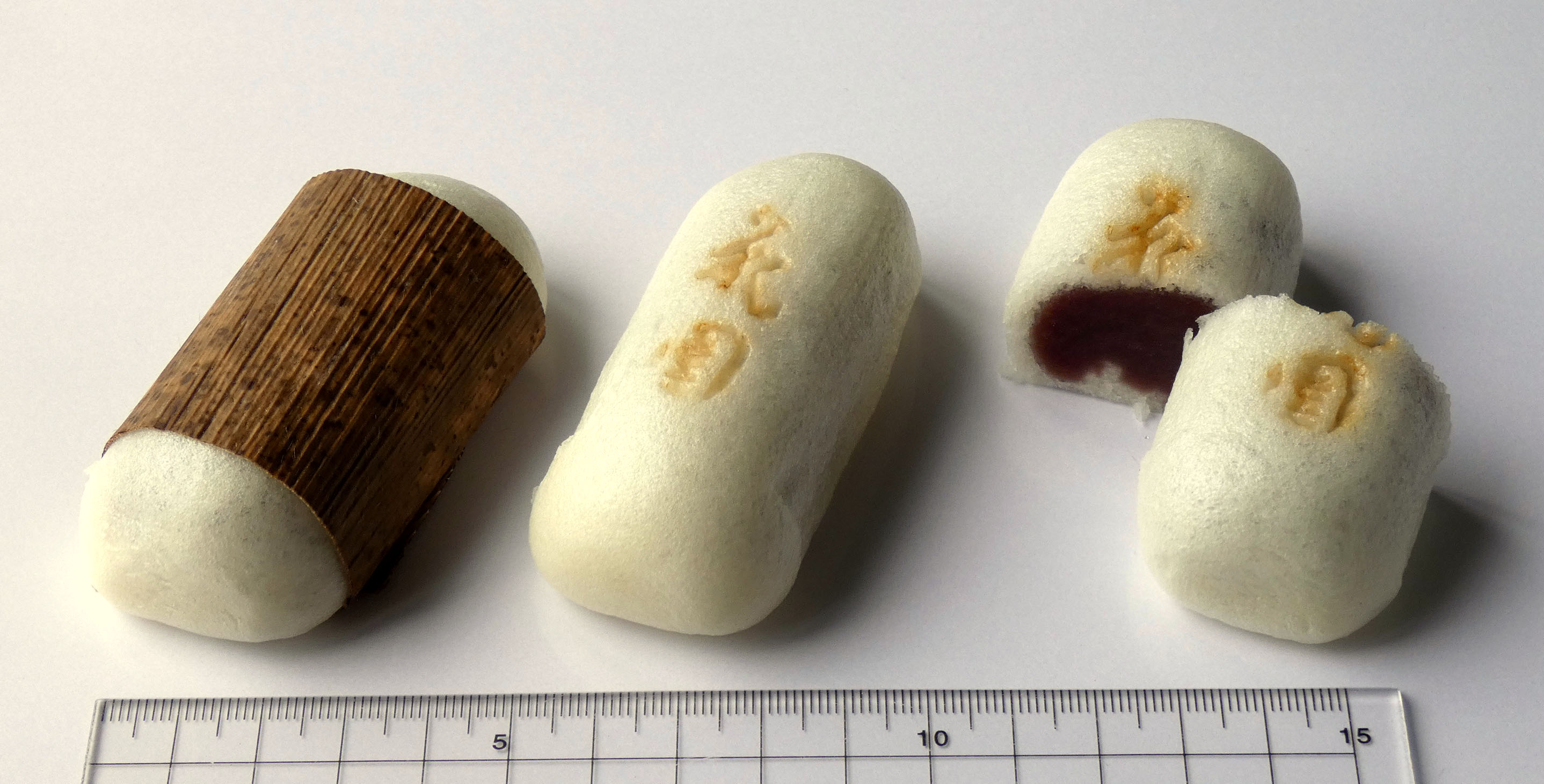
花園万頭

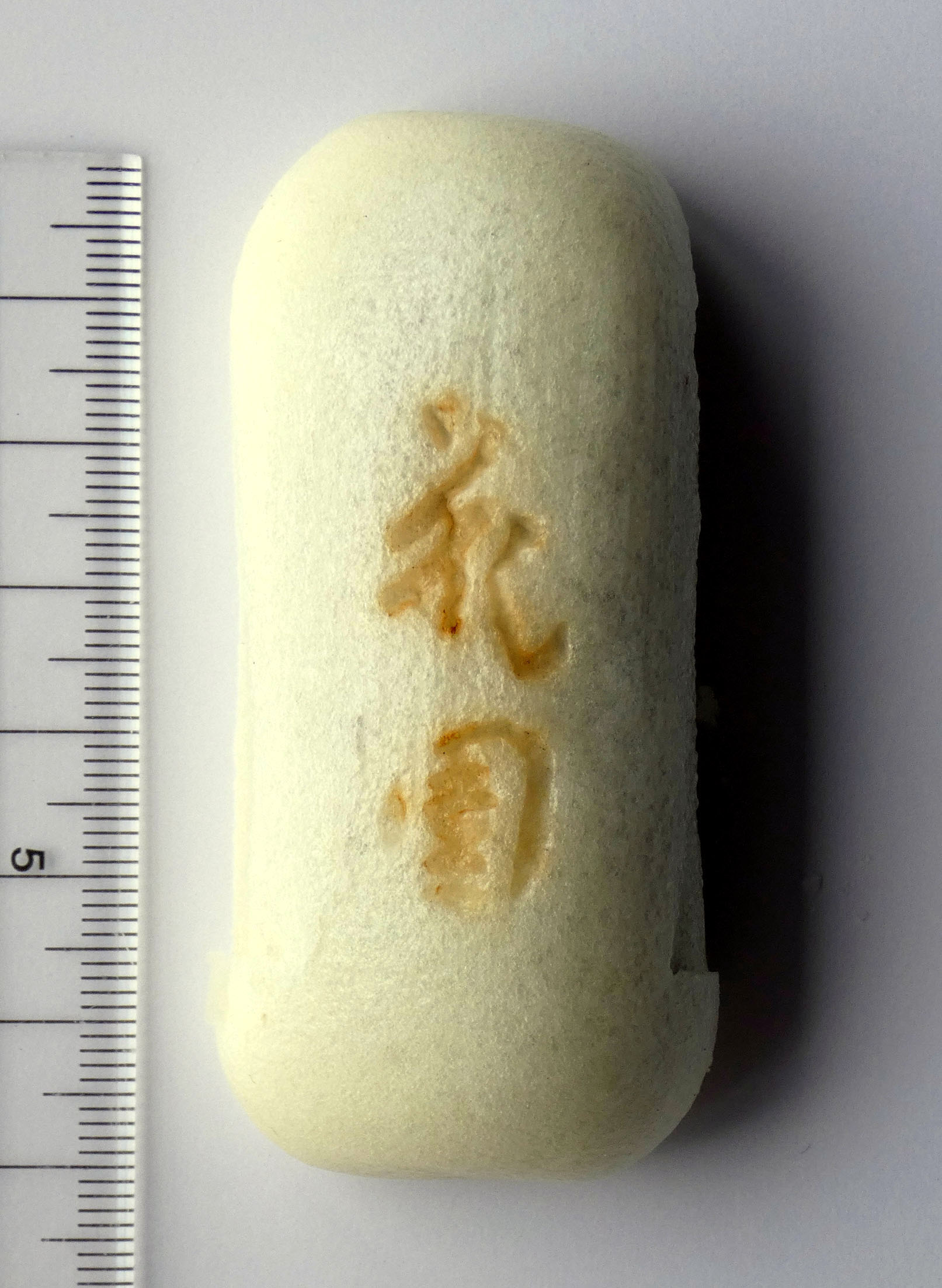
花園万頭の焼印

看板商品である「花園万頭」は、細長い俵型の薯蕷饅頭（蒸し饅頭）である。商品名と社名は「花園万頭」であり「花園饅頭」ではない。本社近くの花園神社にあやかったもので、同神社に商品を奉納している。
和菓子職人が手作りしている。千葉県佐倉産のとろろ芋に上新粉と上白粉を加えた生地で、北海道十勝の小豆にざらめと四国和三盆糖で甘味を付けた餡を包んでいる。
生菓子であることから日持ちが3日間と短いため、数量限定販売となっており、早く完売する場合もある旨の注意がされている。現行法人になってからは、毎週火曜日は販売を行わない。

## 沿革

### 旧：株式会社花園万頭

#### 創業
天保5年（1834年）に金沢で創業した「石川屋本舗」に始まる老舗の和菓子店である。
明治39年（1906年）、3代目の石川弥一郎が東京進出を企み「石川屋」ののれんを売却して上京。日露戦争後の1906年に別の屋号で、初めに青山、後に赤坂中ノ町に店を構えた。赤坂にある乃木希典を祀った乃木神社にあやかり、和菓子「乃木の月」を発売して人気を博す。
昭和4年（1929年）、火事で店舗と工場を焼失。翌昭和5年（1930年）、加賀前田藩の御用地であった新宿三光町（現：新宿5丁目）に移転した。弥一郎は「万頭と共に寝て、万頭と共に起きよ」の心得で新製品の饅頭を開発し、近くの花園神社にあやかり「花園万頭」と名付けて発売、屋号も花園万頭本舗に改めた。当時の一般的な饅頭のおよそ2倍にあたる2銭の値を付け「日本一高い、日本一うまい」と謳ったこの饅頭は大当たりした。特徴的な俵型は女性が上品に食べられるよう小ぶりにしたもので、プレミア感も受けてヒット商品となった。
太平洋戦争により休業を余儀なくされ、さらに東京大空襲で店舗や工場を再度消失したため、一家は金沢へ疎開。終戦後の昭和23年（1948年）に新宿へ戻り営業を再開、翌昭和24年（1949年）に北海道産の大納言小豆をグラニュー糖で煮詰めたもの「濡れ甘なつと」を発売、「花園万頭」と並ぶ看板商品となる。
昭和28年（1953年）1月13日、法人へ改組し株式会社花園万頭を設立した。

#### 凋落
旧社は石川家による同族経営ではあったが、一子相伝として同世代は1人しか入社させない原則としていた。しかし5代目社長であった石川利夫は、6代目社長となる長男の利一の他にも、次男・三男までも花園万頭に入社させたばかりか、次男や三男の親族まで会社役員にさせ株を持たせていたため、コーポレート・ガバナンスが不安定に陥っていた。
6代目社長であった石川利一の長男で、後に7代目にして石川家最後の社長となる石川一弥が平成3年（1991年）に入社する。
ピーク時の平成6年（1994年）6月期には約42億円の売上を記録した。しかし1980年代から1990年代にかけて売上高は横ばいであったが、有利子負債は18億円から50億円に倍増していた。
高額所得法人として公示にたびたび登場し、バブル末期の1992年には1億7,048万円を所得として申告。同年には老朽化した小平工場の増改築を予定し隣接地を購入したが、バブル崩壊で地価が暴落。結局は小平工場の土地を売却し茨城県の土浦工場へ移転することになるが、こうした設備投資や不動産投資の失敗により借入金が膨れ上がっていった。
2005年には、父の利一の跡を継いで一弥が社長に就任。その後は経営方針をめぐり親子の対立が生じるようになる。
花園万頭の商品は東京銘菓としてのブランドを守るため、利一の代までは長年首都圏の百貨店のみで販売していた。しかしバブル崩壊により百貨店が経営不振となる（セゾングループ解体やそごう破綻もこの頃である）。これに危機感を覚えた一弥は父の反対を押し切り、債務返済のための打開策として、首都圏外の百貨店への進出を決断した。
しかし平成21年（2009年）6月期には約7億6000万円の赤字を計上。このため不採算店舗の閉鎖を実施した。
2011年には東日本大震災による特別損失の計上により資金繰りが悪化。それに続き、6億円を売り上げていた東京駅の駅ナカ店舗2店が、店舗オーナー交代や駅の耐震補強工事のため、平成24年（2012年）と平成26年（2014年）に閉鎖し、経営に影響を及ぼした。
これと前後して、平成25年（2013年）6月期に債務超過に転落、信用不安が流れ始める。東京駅の店舗閉鎖時に民事再生法の適用申請も検討されたが、自力で債務返済することに固執したため破産という結果を招いた。
経営改善策として、新商品の洋菓子「東京あんプリン」「東京スイートポテあん」を発売。また金沢で売却した「石川屋」ののれんを借りた上で、西武百貨店池袋店などに新ブランド「石川屋本舗梅翁」を出店した。一弥は販路拡大に走り、自らコンビニエンスストアや総合スーパー、テーマパークなどへの売り込みを図ったが、東京駅の店舗売上分を補うには至らなかった。
平成27年（2015年）5月には新宿の本社ビルを売却したが、平成28年（2016年）6月期に再度債務超過に転落した。

#### 破産
平成29年（2017年）6月期の売上高は約19億272万円とピーク時の半分以下となり、店舗数は80から46まで減少していた。この年からは、百貨店や駅ナカ商業施設のテナント賃料の滞納、管理職への給与遅配、税金（消費税・地方消費税）や社会保険料の滞納が目立ち始める。この税金滞納が破産への直接の引き金となった。
平成29年（2017年）9月には、外資系洋菓子店の日本法人と資本・業務提携交渉を開始したが、同年12月に交渉決裂、花園万頭は滞納していた税金を払う当てを失ってしまった。
平成30年（2018年）4月末時点における公租公課の滞納は約1億5000万円に達していた上、同年5月時点における預現金は4,000万円しかなかった。ついに国税庁から5月末までに納税しなければ全資産を差押すると最終通告される。
株式会社花園万頭（以下旧社）は平成30年（2018年）5月31日、東京地方裁判所へ破産を申請。同日付で保全管理命令を受けた。負債総額は約20億円。直営店や百貨店内の店舗スタッフは破産について「当日突然聞かされた」と困惑した。
旧法人は破産申請の理由として「スポンサーが見つからず、破産を申請するに至った」とコメントしたが、しかし実際には差押通告を受けた時点で、民事再生法を適用申請しスポンサーを見つけることは不可能で、破産するしか方法がなかった。
翌6月1日以降は、土浦工場が操業停止し商品の製造を休止。報道で破産を知ったファンが店頭に多数訪れ「花園万頭がなくなるのは残念」と惜しみ、実店舗やオンラインショップでも商品はまたたく間に売り切れた。6月4日には土浦工場が操業再開し商品の製造が再開され、6月7日までの予定だった店舗営業も継続。また、6月末で解雇予定だった従業員の雇用も確保される見通しとなった。
7月2日、後述のパティスリー銀座千疋屋が設立した株式会社花園万頭（新社）への事業譲渡後に、旧社は東京地方裁判所から破産手続開始決定を受けた。旧社の創業者一族の資産管理会社であった有限会社山菱も、同年10月17日に東京地方裁判所から破産手続開始決定を受けた。
旧社の最後の社長となった石川一弥は「180年以上も石川家で守り抜いた歴史を途絶えさせてしまった」とショックを引きずっているという。
2018年12月19日までの旧新宿本店（旧社の本社ビル）の外壁には、「日本一高い日本一うまい」の大看板が掲げられていた。また花園万頭の酉の市で売られる縁起熊手が飾られていたが、この熊手は旧新宿本店だけに飾られる特別サイズの巨大なものであった。
旧社が保有していた不動産（茨城県土浦市に所在していた土浦工場と埼玉県三郷市に所在していた三郷物流センター）は破産管財人によって処分され、土浦工場の跡地は後に山梨県甲府市に本社を置くシャトレーゼが取得し、令和5年（2023年）にシャトレーゼ土浦工場として操業を開始した。
花園万頭（旧社）と山菱は、平成31年（2019年）3月26日に法人格が消滅した。

### 新：株式会社花園万頭

#### 千疋屋傘下で再建
旧社は、保全管理命令期間中にスポンサーを探し、スポンサーが見つかり次第事業譲渡を行う意向を示していた。2018年6月11日に事業譲渡に関して行われた入札の結果、銀座千疋屋の子会社であるパティスリー銀座千疋屋が優先交渉権を獲得した。
同年6月20日、パティスリー銀座千疋屋が100％出資の子会社「株式会社花園万頭」（以下新社）を設立。6月28日に旧社の事業を新社へ譲渡する契約を締結。6月30日付で旧社の事業は新社へ譲渡され、旧社が行ってきた事業はパティスリー銀座千疋屋の子会社である新社で再建が図られることになる。
なお新社は旧社の債務の一切を継承しない。また旧社では生産・物流拠点として、土浦工場と三郷物流センターを保有していたが、新社には継承されず、工場と物流センターは埼玉県川口市へ集約される。パティスリー銀座千疋屋は「従来製品は引き続きフルラインナップで提供したい」とコメントした。現在は花園万頭上尾工場（埼玉県上尾市）と、埼玉県上尾市のパティスリー銀座千疋屋上尾物流センター内に物流拠点が置かれている。
新社の本社は、当初は中央区築地にある銀座千疋屋築地ビルに置いていたが、同年9月に旧社の本社ビルに隣接する新宿光ビルディングへ移転した。2020年7月には本社を花園万頭テイクアウト店（後の新宿本店）と同一のYMビルへ再移転した。
旧社が手がけていたオンラインショッピングも、事業譲渡と同時に一時休止していたが、同2018年11月に再開した。

## 店舗
旧社時代には、長らく東京名物として首都圏の百貨店に販路を絞っていたが、旧社最後の社長が方針変更して首都圏外にも出店。破産時の2018年5月時点では、首都圏や大阪府に24店舗を展開していた。
現行法人の親会社であるパティスリー銀座千疋屋は、事業譲受後に不採算店舗の閉鎖を検討するとコメントしており、その結果大半の店舗が閉鎖され、当初は首都圏の5店舗のみとなっていた。
直営店は、本社と同一地にある新宿本店のみである。新宿光ビルディング内に所在した「花園万頭 CAFE&SHOP」と「花園万頭テイクアウト店」を2020年に統合した。
旧社時代には地元の新宿伊勢丹をはじめ、日本橋三越、日本橋髙島屋、大丸東京店などに出店していた。新社移行後は京王百貨店などに出店している。また旧社時代に2店舗が閉店した東京駅にも再出店している。

### 現行店舗
2020年12月現在、以下の8店舗が営業している。店舗の詳細は公式サイト「店舗一覧」を参照。
1. 花園万頭 新宿本店：東京都新宿区新宿5丁目17-2 YMビル1階[23]
2. 京王新宿店[23]：京王百貨店新宿店 中地階[24][25]
3. 京王聖蹟桜ヶ丘店[23]：京王百貨店聖蹟桜ヶ丘店（京王聖蹟桜ヶ丘ショッピングセンターB館1階 京王フードアリーナ）
4. 羽田空港 第1ターミナル「特選和菓子館」[23]
5. 羽田空港 第2ターミナル「東京食賓館」[23]
6. 東京駅 ギフトパレット店[23]
7. さいか屋藤沢店[23]：1階[26]
8. そごう川口店[23]：地下1階[27]

### 通信販売
自社で公式オンラインショップを運営するほか、京王百貨店の「京王ネットショッピング」でも一部商品の取り扱いがある。